# Club Olimpia
O Club Olimpia é uma agremiação multidesportiva com sede na cidade de Assunção, Paraguai, fundado em 25 de julho de 1902 por uma maioria de jovens paraguaios. O nome nasce por sugestão do fundador principal, William Paats, um holandês radicado no Paraguai no final do século XIX, que é considerado o pai do futebol paraguaio por ter inserido e fomentado a prática deste esporte no país. O time do futebol manda seus jogos no Estádio Manuel Ferreira, também conhecido como "O Bosque Para Um", e o Olimpia ostenta como títulos mais destacados uma Copa Intercontinental e três edições da Copa Libertadores da América.
O "Decano" ou "Rei de Copas", bem conhecido popularmente, é a instituição mais premiada do futebol paraguaio com 47 títulos na Primeira Divisão. Ainda apresenta uma marca imbatível de seis conquistas sucessivamente, isso faz que o clube seja o único hexacampeão no futebol guaraní. 
No campo internacional possui oito títulos oficiais. Em 1979 obteve uma conquista exclusiva de um grupo de clubes, ao erguer-se com todos os títulos oficiais em uma temporada (ano calendário), alcançando  assim a "Quádrupla Coroa": Campeonato Paraguaio, Copa Libertadores, Copa Interamericana e Copa Intercontinental.
É o único clube em conquistar um título internacional sem ter disputado por meio de um confronto definitivo, pois foi coroado como vencedor dos dois torneios sul-americanos correspondentes ao ano 1990: a Copa Libertadores e a Supercopa Sul-Americana, porém, não tendo nenhum adversário, foi concedida de maneira automática a Recopa Sul-Americana. Essas conquistas deixaram no quinto lugar dos melhores clubes da América no século XX.
Com a obtenção da Copa Libertadores 2002 e a Recopa Sul-Americana 2003, o "Franjeado" faz parte do quinteto do clubes que ao longo da história conquistaram pelo menos um titulo internacional ao comemorar 100 anos de vida institucional. Também se destaca como o único clube em disputar pelo menos uma final da Copa Libertadores em cada década, desde sua criação em 1960, até hoje. Foram sete: 1960, 1979, 1989, 1990, 1991, 2002 e 2013.
O "Superclássico do Futebol Paraguaio" é disputado contra o Clube Cerro Porteño, considerado um dos duelos mais tradicionais da América do Sul. Assim também, enfrenta o Libertad no "Clássico Branco e Preto" e o Guaraní no "Clássico Mais Antigo".

## História

O Olimpia comemora sua primeira conquista da Copa Libertadores da América, em 1979

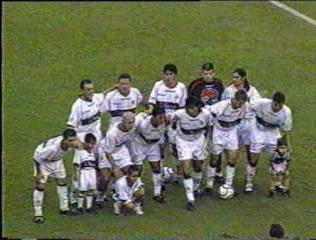
A equipe que conquistou a Copa Libertadores da América de 2002.

O Olimpia foi fundado em 25 de julho de 1902. Don Willian Paats, um holandês, trouxe o primeiro de futebol do Paraguai, da Argentina, e tomou uma caminhada pelas ruas asuncenas, e pessoas lotaram a vê-lo de perto, como se fosse uma estrela de cinema. Esta foi a primeira aparição pública do futebol conhecido antes no país. Depois da aparição, a febre do futebol começou a se espalhar entre Assunção jovens, especialmente da classe superior. Futebol hoje por causa da paixão do país, também teve seus detratores em sua infância. Um artigo publicado em um jornal local comentou após um dos primeiros jogos disputados em Assunção: "... jovens e casar, tremendos meninos grandes ... ter que chutar uma bola por horas ... inocente. " A primeira partida de futebol jogado na Espanha foi realizada na praça principal de Assunção, contra o Cabildo, a 23 de novembro de 1901, entre os estudantes da Escola Normal sob a instrução de William Paats.
A febre do futebol cresceu ao longo dos anos, vendo os holandeses Paats inspirados para criar uma entidade oficial de futebol. Na sexta-feira 25 de julho de 1902, ele fundou o Olimpia Club. Na época um grupo de amigos que ainda os fãs deste esporte novo, decidiu reunir-se em Rodi casa da família, localizada no canto atual de "Azara" e "Independência Nacional", na cidade de Assunção, para a formação de um novo organização esportiva. Entre os presentes estavam: William Paats, Sila Godoy, Fernando S. Pascual, José E. Torres, João Rodi Cabin Hector, Antonio Pedraza, John Mara, e Genaro Gutierrez Yegros.
Naquela noite, houve várias ideias relativas à designação traria ao clube. O proprietário da casa propôs chamar de "Paraguai", outros sugeriram "Esparta", mas finalmente triunfou proposta ausente na reunião, William Paats, chamá-lo de "Football Club Olimpia". O comitê executivo primeiro constou de: Ramon Bareiro, como presidente; Quinta junho Godoi, vice-presidente, Genaro Gutierrez Yegros, secretário; Pedrazza Antonio, vice-secretário, e Fernando Pascual, tesoureiro. Eles eram vocal: Héctor Cabin Velázquez João Rodi, Luis e D. Juan Marecos Mora, e foi eleito o Capitão Geral, Sila Lucio Godoy. O primeiro uniforme era completamente preto, com as letras de inscrição OLIMPIA brancas no peito. 

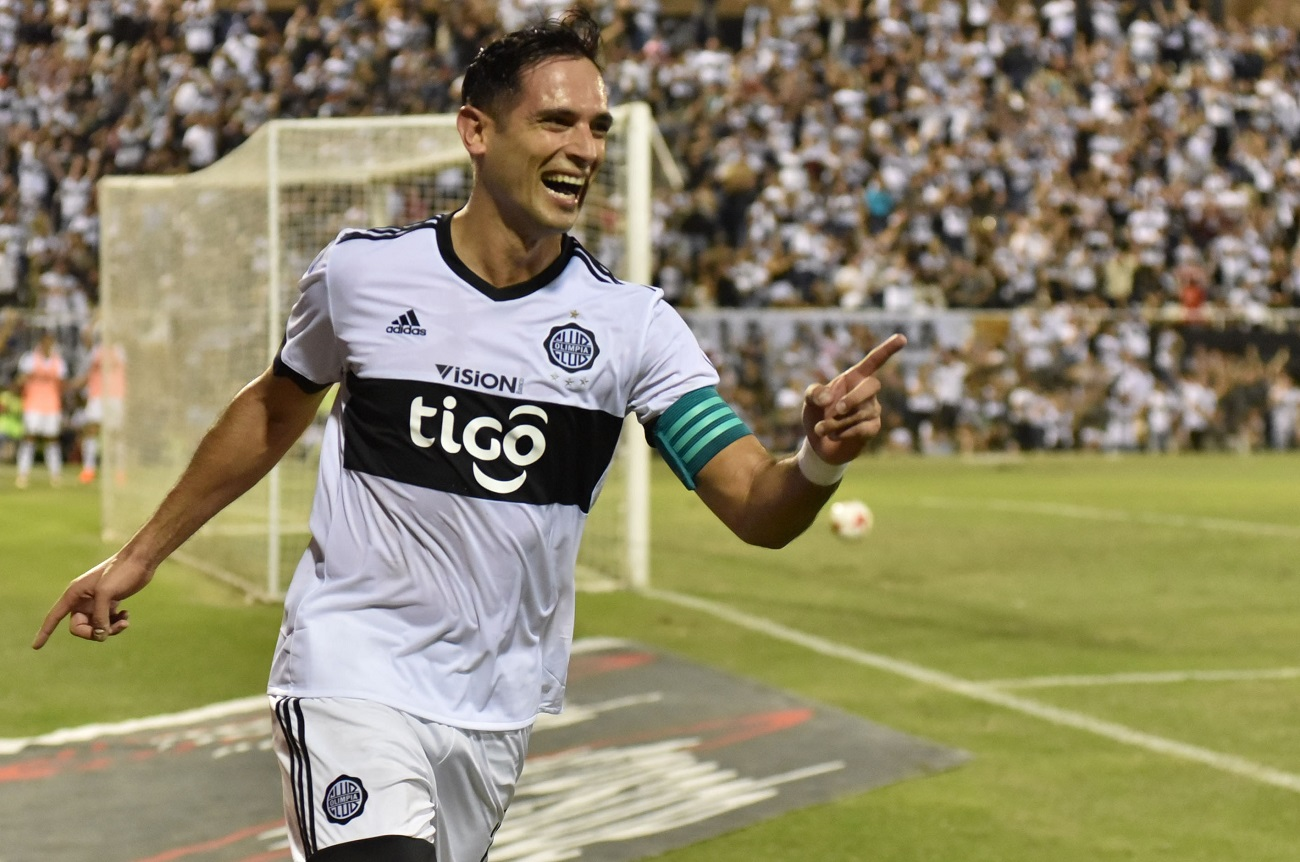
Roque Santa Cruz, um dos grandes ídolos da história recente do Olímpia.

Em 1906, ajudou a criar a Liga Paraguaya de Fútbol, junto com o Club Guaraní, o Club Libertad, o Club General Díaz e o Club Nacional.
O Olimpia é o único clube paraguaio a ter conquistado a Copa Libertadores da América e a Copa Intercontinental. Já foi vestido pela marca brasileira de artigos esportivos Penalty.

## Sedes e estádios

### Manuel Ferreira
O Estádio Manuel Ferreira é o local onde o Olimpia manda suas partidas de futebol. Foi inaugurado em 1964, tem capacidade para 40 000 torcedores, localizado em Assunção.

## Rivalidades
O seu principal rival é o Cerro Porteño, possuindo rivalidade também com o Libertad, sendo esses, assim como o Olimpia, os maiores vencedores do Campeonato Paraguaio.

## Títulos
| MUNDIAIS          | MUNDIAIS                     | MUNDIAIS | MUNDIAIS |
|                   | Competição                   | Títulos  | Temporadas |
| ----------------- | ---------------------------- | -------- | --- |
|                   | Copa Intercontinental        | 1        | 1979 |
| INTERCONTINENTAIS |                              |          | |
|                   | Competição                   | Títulos  | Temporadas |
|                   | Copa Interamericana          | 1        | 1979 |
| CONTINENTAIS      |                              |          | |
|                   | Competição                   | Títulos  | Temporadas |
|                   | Copa Libertadores da América | 3        | 1979, 1990 e 2002 |
|                   | Supercopa Libertadores       | 1        | 1990 |
|                   | Recopa Sul-Americana         | 2        | 1991 e 2003 |
| NACIONAIS         |                              |          | |
|                   | Competição                   | Títulos  | Temporadas |
| Paraguai          | Campeonato Paraguaio         | 47       | 1912, 1914, 1916, 1925, 1927, 1928, 1929, 1931, 1936, 1937, 1938, 1947, 1948, 1956, 1957, 1958, 1959, 1960, 1962, 1965, 1968, 1971, 1975, 1978, 1979, 1980, 1981, 1982, 1983, 1985, 1988, 1989, 1993, 1995, 1997, 1998, 1999, 2000, 2011(C), 2015(C), 2018(A), 2018(C), 2019(A), 2019(C), 2020(C),2022(C) e 2024(C) |
| Paraguai          | Copa do Paraguai             | 1        | 2021 |
| Paraguai          | Supercopa do Paraguai        | 1        | 2021 |
| Paraguai          | Torneio República            | 7        | 1943, 1947, 1948, 1951, 1976, 1979 e 1992 |

* O Olímpia conquistou a Recopa Sul-Americana de 1991 automaticamente devido ao título da Libertadores de 1990 e da Supercopa de 1990. Na época o torneio era realizado entre os campeões destas respectivas competições.

### Torneios internacionais
- Copa Nehru Campeão: 1990.
- Torneio Viña de Mar - Chile Campeão: 2005.

### Campanhas de destaque
- Copa Intercontinental 2º Lugar: 1990, 2002.
- Copa Interamericana 2º Lugar: 1990
- Copa Libertadores da América  2º Lugar: 1960, 1989, 1991, 2013.
- Copa Conmebol 2º Lugar: 1992.
- Copa Master da Supercopa 2º Lugar: 1995

## Estatísticas

### Participações
|  | Participaçoes em 2023 |

| Competição           | Competição                   | Temporadas                           | Melhor campanha             | Estreia | Última | A | R |
| Paraguai             | Campeonato Paraguaio         | 114                                  | Campeão (47 vezes)          | 1906    | 2025   |   |   |
|                      | Copa Libertadores da América | 46                                   | Campeão (1979, 1990 e 2002) | 1960    | 2025   |   |   |
| Copa Sul-Americana   | 8                            | Oitavas de final (2011, 2015 e 2022) | 2008                        | 2024    |        |   |   |
| Recopa Sul-Americana | 2                            | Campeão (1991 e 2003)                | 1991                        | 2003    |        |   |   |
|                      | Mundial/Intercontinental     | 3                                    | Campeão (1979)              | 1979    | 2002   |   |   |

## Elenco atual
Última atualização: 11 de abril de 2024.

## Futebol feminino
O Clube Olimpia possui uma equipe de futebol feminino. Assim como o time masculino, disputa seus encontros de local no Estádio Manuel Ferreira, e joga no Campeonato Paraguaio de Futebol Feminino desde a temporada 2002.
Em 13 de julho de 1980, o Clube Olimpia disputava uma partida contra Guaraní no Estádio Manuel Ferreira. No intervalo, saíram ao campo duas equipes femininas, uma do Olimpia e a outra do Cidade Presidente Stroessner quem disputaram o primeiro jogo entre clubes de futebol feminino do país. Para surpresa dos torcedores, já que a lei N° 9 553 proibia que as mulheres praticassem futebol expressando "não permitir às mulheres a prática dos desportes incompatíveis com as condições de sua natureza".
O clube retomou a atividade do futebol feminino em 2000, na terceira edição do Campeonato Paraguaio de Futebol Feminino, foi nesta edição que o clube conseguiu o vice campeonato.
Em 29 de maio de 2022 o clube ganhou seu primeiro título do Campeonato Paraguaio no Torneio Apertura, e novamente em 29 de agosto de 2022 ganhando o Torneio Clausura. Sendo campeão, o Olimpia fez sua estreia na Copa Libertadores Feminina 2022. O Olimpia ganhou por 2-0 em sua estreia contra o Clube Always Ready da Bolívia.